# Крокус (ядерный реактор)
КРОКУС (англ. CROCUS) — исследовательский реактор Федеральной политехнической школы Лозанны при научно-исследовательском институте и университете в Лозанне, Швейцария.

## Устройство
Реактор используется в исследовательских и учебных целях. Активная зона уранового ядерного реактора находится в алюминиевом контейнере размером 130 сантиметров в поперечнике со стенами толщиной 1.2 сантиметра. Алюминиевый сосуд наполнен деминерализованной легкой водой, которая служит одновременно замедлителем и отражателем нейтронов. Выходная мощность контролируется либо путем регулирования уровня воды в реакторе с точностью уровня ±0.1 миллиметра, либо регулировкой двух стержней управления из карбида бора с точностью толщины ±1 миллиметр.  

## Система безопасности
Реактор имеет шесть отдельных систем безопасности: два кадмиевых щита и четыре резервуара-хранилища. Любое из этих средств может остановить реакцию менее чем за секунду. 

## Мощность
Реактор имеет лицензию на производство 100 мегаватт энергии и на поток нейтронов ~2,5 × 10 9 см -2 с -1 при измерении в центре. 